# TGV IRIS 320
TGV IRIS 320 (TGVイリス320) は、フランス国鉄 (SNCF) の電気軌道総合試験車である。IRIS（イリス）はフランス語で「目」（虹彩）を意味する。

## 編成
SNCFではLGV区間の架線・軌道検測車両として1988年にMélusine（メリュジーヌ）が導入され、営業用TGV編成に組成された上で使用されていたが、高速化に対応した高精度な保守を行う目的で高速試験車MGV (Mesure à grande Vitesse)の導入が検討され、代替車両としてTGV Réseau第4530編成を改造したIRIS 320を2006年に導入した。
年間20万kmの検測走行が可能で、SNCFのLGV区間、在来線区間に加えてベルギー国内の高速新線の検測にも対応している。LGV東ヨーロッパ線などでは320km/hでの検測走行が可能である。
編成にはカメラ20台と150個のセンサが搭載され、軌道や架線の状態、信号通信設備、トンネル区間通過時における列車への圧力状態などが測定される。測定された各種のデータは「正常」、「危険」、「緊急」に分類され不良箇所の情報は関係部署に即時に送信され、データを基にメンテナンスが施される。データとともにGPSにより列車の位置の確認も可能である。運行時には運転士2名、技術者7名が乗務する。
車体外装は登場時は写真の通りのカラーであったが、後にTGV Lyriaに似たVIGIRAIL(ヴィジレイル。フランス国鉄のインフラ整備等を行う組織)のカラーリングに変更されている。

### 組成
- M+R1+R2+R3+R4+R5+R6+R7+R8+M （M - 動力車、R - 客車）
- R1 測定車
- R2・R3 制御システム
- R4・R5 バー、見学者用客室
- R6・R7・R8 休息用車両（10室 10人用サロン）

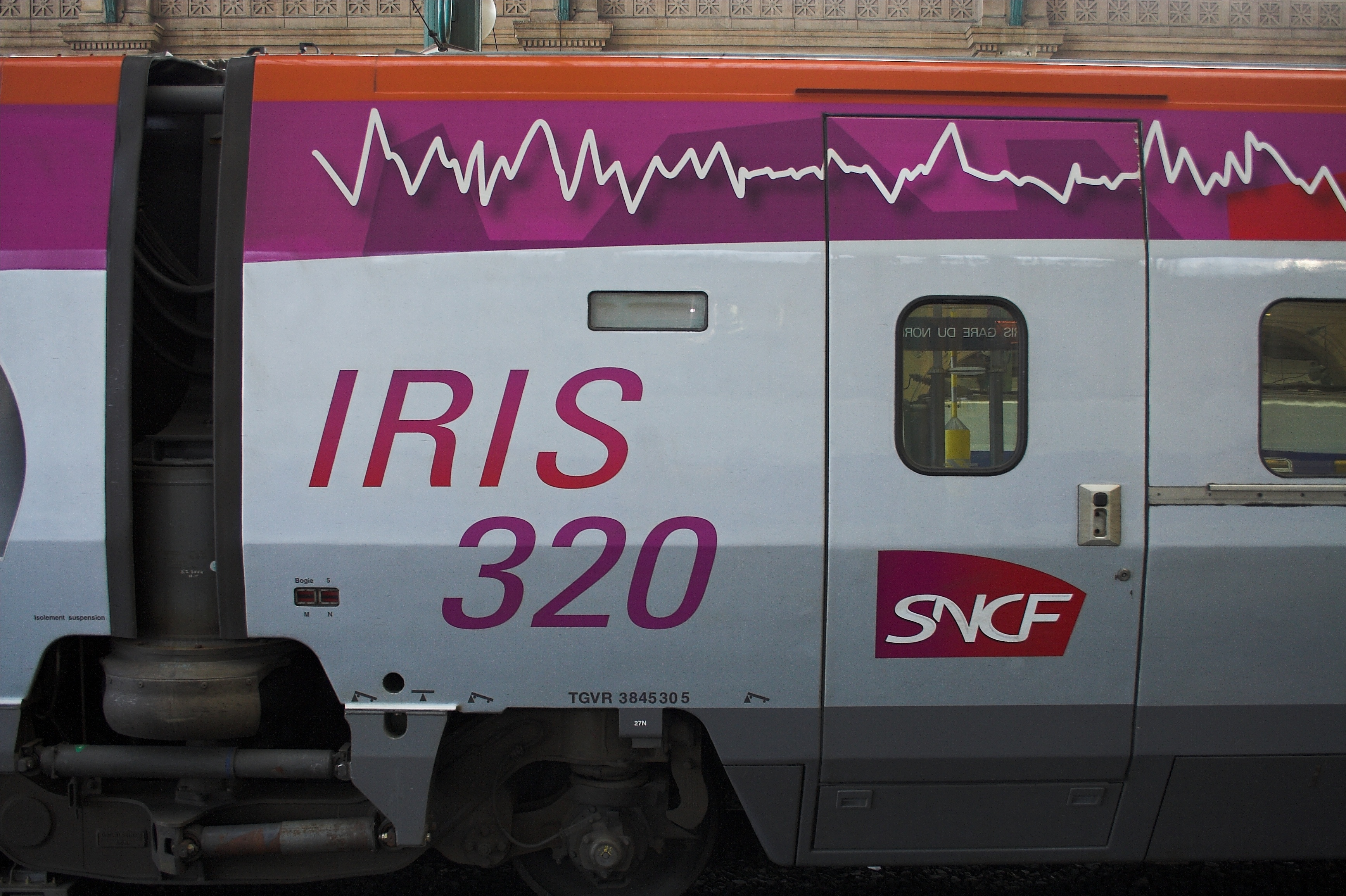
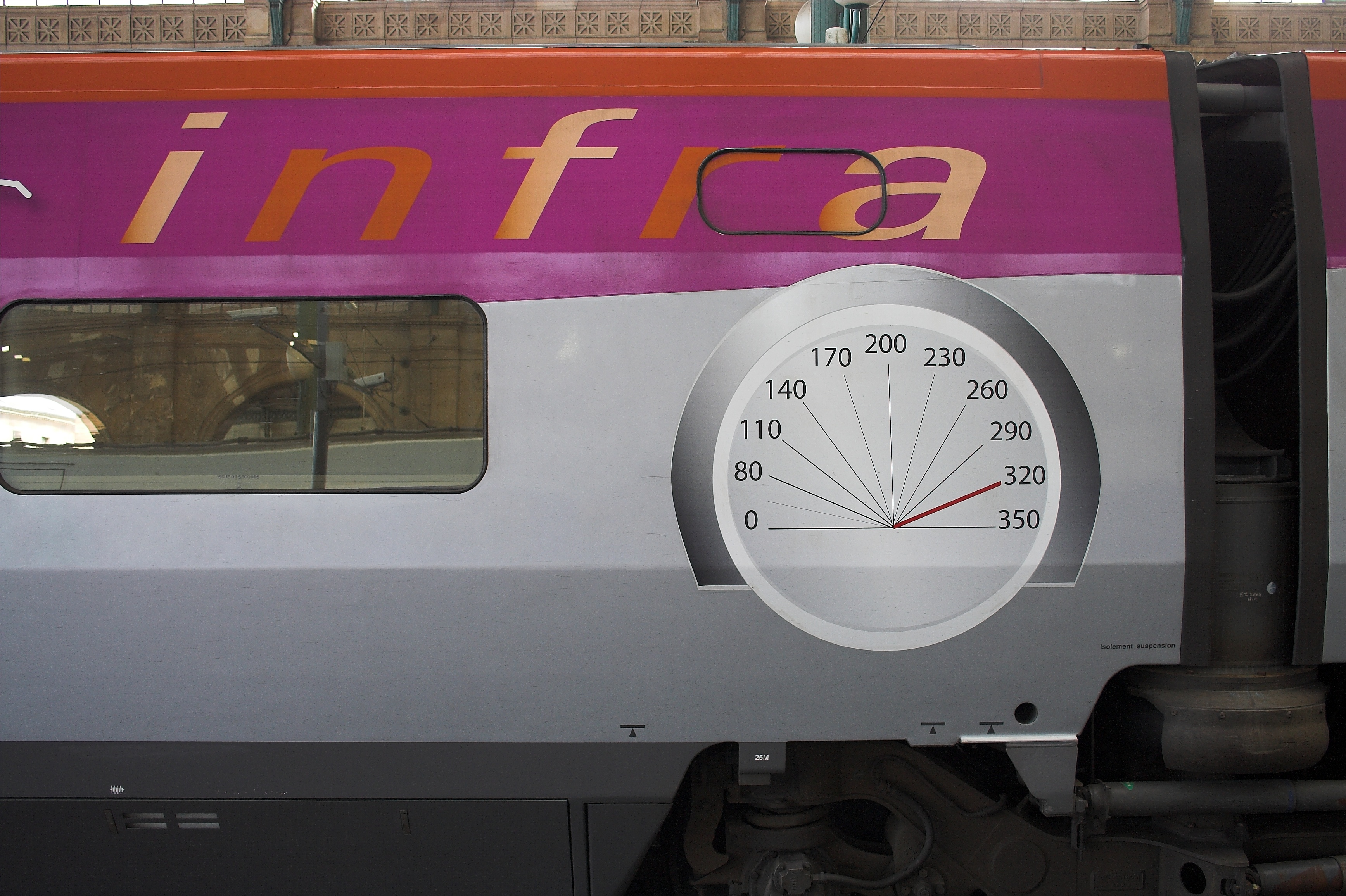
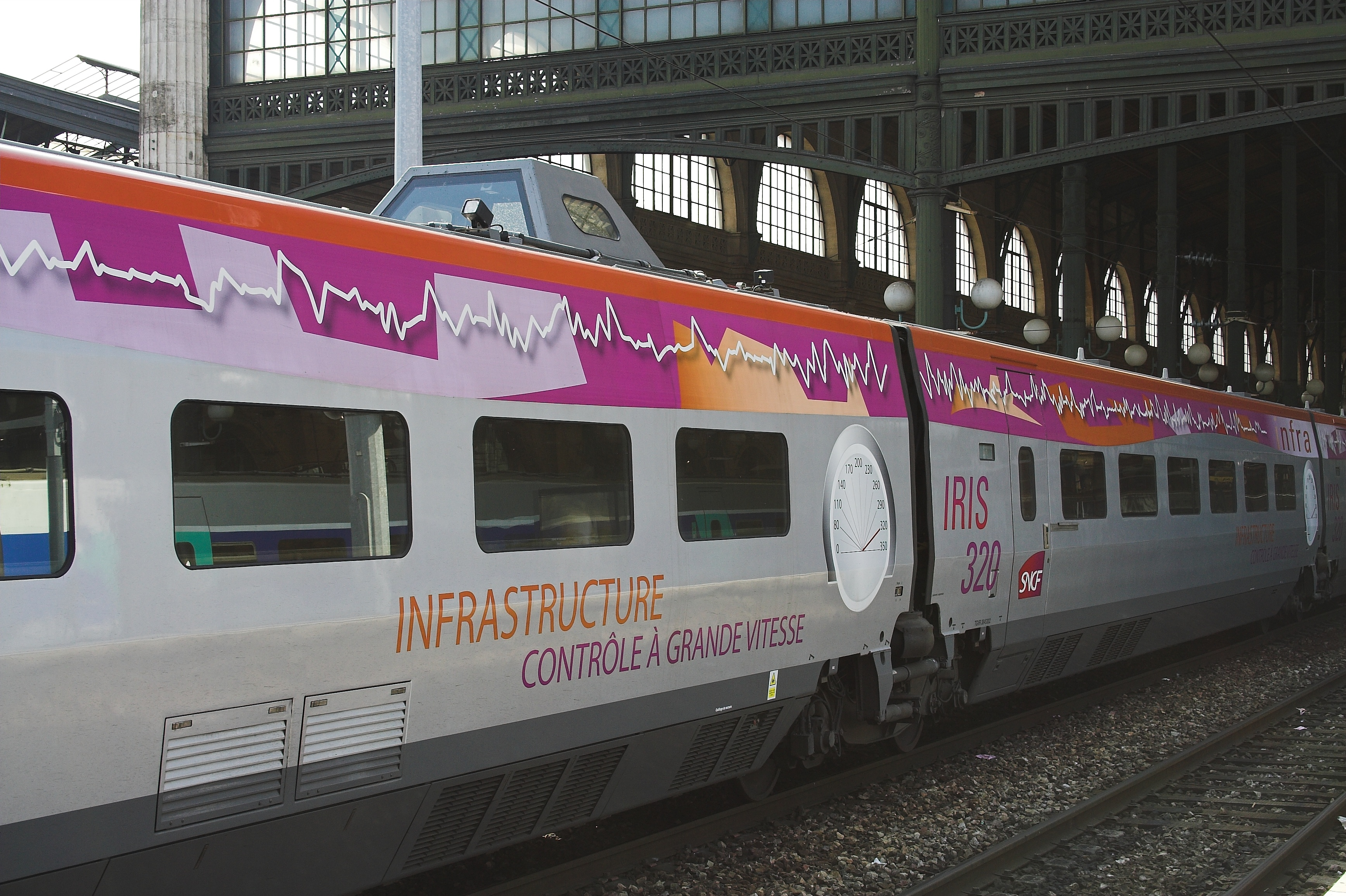